# Zautla, Puebla
Zautla là một đô thị thuộc bang Puebla, México. Năm 2005, dân số của đô thị này là 18567 người.